# Sipoo
Sipoo (in svedese Sibbo) è un comune finlandese di 22320 abitanti, situato nella regione dell'Uusimaa. Fino al 2011 apparteneva alla regione dell'Uusimaa Orientale in seguito soppressa.

## Società

### Lingue e dialetti
Le lingue ufficiali di Sipoo sono il finlandese e lo svedese, e 2,7% parlano altre lingue.
| %     | Ripartizione linguistica (gruppi principali) |
| ----- | -------------------------------------------- |
| 36,1% | madrelingua svedese                          |
| 61,2% | madrelingua finlandese                       |